# 松崎仁
松崎 仁（まつざき ひとし、1923年〈大正12年〉3月14日 - 2013年〈平成25年〉2月26日）は、日本の日本近世演劇研究者。立教大学・梅光女学院大学名誉教授。

## 人物
神奈川県横浜市生まれ。父は長野県士族で官僚の松崎謙二郎。母は横浜の貿易商中村房次郎の長女。
1949年、東京帝国大学文学部国文学科卒業。学習院中・高等科教諭。1957年、清泉女子大学助教授。1959年、立教大学文学部助教授、教授。1989年、定年退任、名誉教授、梅光女学院大学教授。1998年、梅光女学院大学を退職、名誉教授。
1995年、「歌舞伎・浄瑠璃・ことば」で九州大学博士（文学）、日本演劇学会河竹賞受賞。

## 著書
- 『元禄演劇研究』（東京大学出版会） 1979
- 『歌舞伎・浄瑠璃・ことば』（八木書店） 1994
- 『舞台の光と影 近世演劇新攷』（森話社） 2004

### 共編著など
- 『シンポジウム日本文学 7 近松』（司会、学生社） 1976
- 『年表資料近世文学史』（白石悌三, 谷脇理史共編、笠間書院） 1977
- 『西鶴と近松 おなつ清十郎・おさん茂兵衛』（白石悌三共編、和泉書院） 1982
- 『俊寛 平家・謡曲・浄瑠璃』（景山正隆共編、新典社） 1985

### 校注・翻訳
- 『雨月・春雨物語』（上田秋成、ポプラ社、古典文学全集） 1966
- 『西鶴名作物語 若い人への古典案内』（社会思想社、現代教養文庫） 1971
- 『五大力恋緘』（並木五瓶、全注、講談社学術文庫） 1982
- 『歌舞伎オン・ステージ 夏祭浪花鑑・伊勢音頭恋寝刃』（編著、白水社） 1987
- 『新日本古典文学大系 近松浄瑠璃集』（岩波書店） 1993 - 1995